# Groupe de NGC 5675
Le groupe de NGC 5675 est un trio de galaxies situé dans la constellation du Bouvier. La distance moyenne entre ce groupe et la Voie lactée est d'environ 62,9 Mpc (∼205 millions d'al). 

## Membres
Le tableau ci-dessous liste les trois galaxies du groupe indiquées dans l'article de A.M. Garcia paru en 1993.
Ce trio est aussi mentionné par Abraham Mahtessian.
| Nom      | Class. | Type                        | α (J2000.0)   | δ (J2000.0) | Vitesse radiale (km/s) | m    | Distance (Mpc) | Diamètre (kal) |
| -------- | ------ | --------------------------- | ------------- | ----------- | ---------------------- | ---- | -------------- | -------------- |
| NGC 5675 | SBb,   | Spirale barrée magellanique | 14h 32m 39.8s | 36° 18′ 08″ | 3972 ± 2               | 12,8 | 61,0 ± 4,3     | 191            |
| NGC 5684 | S0     | Lenticulaire                | 14h 35m 50.1s | 36° 32′ 36″ | 4093 ± 2               | 12,7 | 62,7 ± 4,4     | 124            |
| NGC 5695 | SBb    | Spirale barrée              | 14h 37m 22.1s | 36° 34′ 04″ | 4242 ± 2               | 12,8 | 64,9 ± 4,6     | 78             |

Le site DeepskyLog permet de trouver aisément les constellations des galaxies mentionnées dans ce tableau ou si elles ne s'y trouvent pas, l'outil du site constellation permet de le faire à l'aide des coordonnées de la galaxie. Sauf indication contraire, les données proviennent du site NASA/IPAC.